# Tim Duncan
Tim Duncan, właśc. Timothy Theodore Duncan (ur. 25 kwietnia 1976 w Christiansted) – amerykański koszykarz, pochodzący z Wysp Dziewiczych, występujący na pozycjach silnego skrzydłowego albo środkowego. Pięciokrotny mistrz NBA, olimpijczyk.
Przez całą zawodową karierę (19 sezonów) związany był z zespołem San Antonio Spurs, którzy wybrali go z 1 numerem w drafcie 1997. Pięciokrotny mistrz NBA, trzykrotnie zdobywał nagrodę dla najbardziej wartościowego zawodnika finałów NBA i dwukrotnie dla najbardziej wartościowego zawodnika sezonu. Czternaście razy wybierano go do najlepszego składu sezonu i dziesięć razy do najlepszego defensywnego składu sezonu. Był także najlepszym debiutantem sezonu 1997/1998. Czternastokrotnie uczestniczył w meczu gwiazd NBA.
W trakcie gry w drużynie koszykarskiej Uniwersytetu Wake Forest zdobywał nagrody dla najlepszego zawodnika akademickiego im. Naismitha, im. Johna Woodena, a także Oscar Robertson Trophy.

## Dzieciństwo i młodość
Urodził się na wyspie Saint Croix należącej do Wysp Dziewiczych Stanów Zjednoczonych. Ma dwie starsze siostry. Duncan, podobnie jak jego siostry, w dzieciństwie dużo pływał. W wieku 13 lat Tim okazał się jednym z najlepszych pływaków w Stanach na 400 metrów w stylu dowolnym. Jest wciąż rekordzistą wyspy na 50 i 100 metrów. Jego siostra Tricia reprezentowała Wyspy Dziewicze na igrzyskach w 1988. Tim mógł zostać bardzo dobrym pływakiem, lecz w 1988 roku jego matka zachorowała na raka piersi i niedługo potem zmarła. Potem Hugo – niszczycielski huragan, zniszczył jedyny na wyspie basen o przepisowych wymiarach. Duncan stracił wtedy całkowicie motywację do pływania i poświęcił się koszykówce.

## Kariera zawodnicza

### NCAA
W 1993, po ukończeniu szkoły średniej St. Dunstan’s Episcopal w swoim rodzinnym Christiansted, zdecydował się na dołączenie do drużyny Demon Deacons na uniwersytecie Wake Forest.
W premierowym sezonie (1993-94) wystąpił we wszystkich 33 spotkaniach (32 w pierwszej piątce, 21 zwycięstw), osiągając średnio 9,8 punktu, 9,6 zbiórki oraz 3,76 bloku na mecz. Wake Forest awansowali do rozgrywek finałowych NCAA, ulegając w 2. rundzie Kansas 58-69.
W sezonie 1994-95 zagrał w 32 meczach (bilans zespołu 26-6), notując średnie 16,8 punktu, 12,5 zbiórki i 4,22 bloku. Demon Deacons zostali mistrzami konferencji ACC, awansując do krajowych playoffów, gdzie doszli do czołowej szesnastki (porażka z Oklahoma State 66-71). Został wybrany najlepiej broniącym graczem NCAA.
Sezon 1995-96 – już jako jeden z kapitanów drużyny – zakończył ze średnimi 19,1 punktu, 12,3 zbiórki oraz 3,75 bloku z 32 meczów (26 zwycięstw). Ustanowił rekord klubu, notując 10 bloków przeciwko Maryland (13 stycznia). Jego drużyna ponownie została mistrzem konferencji, dochodząc w finałach krajowych do 4. rundy, ale w decydującym meczu o awans do Final Four uległa późniejszym mistrzom NCAA, Kentucky, 63-83. Duncan wybrany został do pierwszej piątki NCAA (All-America First Team). Po raz drugi został wybrany najlepiej broniącym graczem rozgrywek.
W ostatnim sezonie uniwersyteckim (31 meczów, 24 wygrane) osiągnął średnio 20,8 punktu, 14,7 zbiórki (1. miejsce w NCAA) i 3,29 bloku na mecz. Był również liderem zespołu w asystach (98). Wake Forest dotarli do 2. rundy krajowych rozgrywek, ulegając w niej niżej rozstawionemu Stanford 66-72. Duncan został wybrany graczem roku przez wszystkie prestiżowe organizacje, stając się bezdyskusyjnym kandydatem do otrzymania pierwszego numeru w drafcie NBA 1997 roku. Został też – po raz 3. – wybrany najlepszym defensywnym graczem NCAA (rekord dzielony ze Staceyem Augmonem i Shane’em Battierem).
W ciągu 4 lat gry w NCAA zagrał we wszystkich 128 meczach Wake Forest, osiągając do dziś rekordowe 87 double-doubles (pobił 84 Ralpha Sampsona) oraz notując 481 bloków, które ówcześnie było 2. najlepszym wynikiem w historii (dziś czwartym). Został pierwszym graczem w historii NCAA, który zgromadził co najmniej 2000 punktów, 1500 zbiórek, 400 bloków i 250 asyst. W 127 meczach zaliczał co najmniej jeden blok.
Jego numer – 21 – został zastrzeżony przez Wake Forest.

### NBA

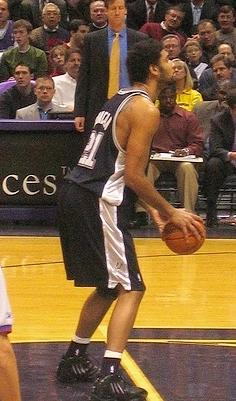
Duncan na linii rzutów wolnych w 2005.

San Antonio Spurs, którzy w wyniku kontuzji swego lidera, gwiazdy ligi Davida Robinsona (zagrał jedynie 6 meczów) ponieśli w sezonie 1996-97 aż 62 porażki i zajęli 3. miejsce od końca, mieli spore szanse na wysoki numer w drafcie 1997. Drużynie z Teksasu, która przed feralnym okresem siedmiokrotnie z rzędu kwalifikowała się do playoffów (wygrywając średnio 55 meczów w sezonie) i uznawana była za jedną z najsilniejszych w stawce, dopisało jednak ogromne szczęście i wylosowała prawo do wyboru zawodnika jako pierwsza. W ten sposób najlepszy gracz uniwersytecki znalazł się w drużynie, z którą wkrótce miał zacząć odnosić regularne sukcesy.
W początkowym okresie swojej kariery tworzył razem z Davidem Robinsonem duet „Twin Towers”, czyli bliźniacze wieże. Klub prowadzony przez Duncana i Robinsona poprawił swoje wyniki o 36 wygranych meczów w stosunku do poprzedniego sezonu, sezon skończyli z wynikiem 56:26. Obydwaj zawodnicy grali w tym roku w Meczu Gwiazd, znaleźli się również w drugiej piątce obrońców ligi. Duncan był najlepszym strzelcem wśród pierwszoroczniaków, przodował także w blokach, zbiórkach i skuteczności rzutów.
Po zakończeniu kariery przez Robinsona stał się prawdziwym liderem zespołu, w którym współpracował z takimi graczami jak Manu Ginóbili, czy Tony Parker.
Podczas kampanii 2000/2001 uplasował się na drugiej pozycji w głosowaniu na MVP fazy zasadniczej.
W latach 2002 oraz 2003 zdobył nagrodę NBA Most Valuable Player dla najlepszego zawodnika w sezonie zasadniczym. W sezonie 2002/2003 zdobył drugie mistrzostwo NBA, ostatnie w duecie z Davidem Robinsonem. W szóstym meczu finałów zabrakło mu dwóch bloków do uzyskania quadruple-double. Zdobył w tym meczu 21 punktów, 20 zbiórek, 10 asyst i 8 bloków. Po zakończeniu rozgrywek 2003/2004 zajął drugie miejsce w głosowaniu na MVP sezonu.
Do finału NBA powrócił w 2005 roku, pokonując po siedmiomeczowej batalii Detroit Pistons 4-3. Duncan zdobył również tytuł MVP finałów. 2 lata później pokonał w finale Cleveland Cavaliers 4-0 i zdobył swój 4 tytuł. Na kolejną okazję walki o największe trofeum musiał czekać do 2013 roku, kiedy przegrał z prowadzonymi przez LeBrona Jamesa Miami Heat 3-4. Zrewanżował się jednak rok później, pokonując Heat 4-1 i zdobywając swój piąty pierścień mistrzowski.
W swoim ostatnim meczu w karierze, który rozegrał 12 maja 2016 roku przeciwko Oklahoma City Thunder, zdobył 19 punktów i 5 zbiórek. 11 lipca 2016 roku ogłosił zakończenie kariery zawodniczej.

## Osiągnięcia

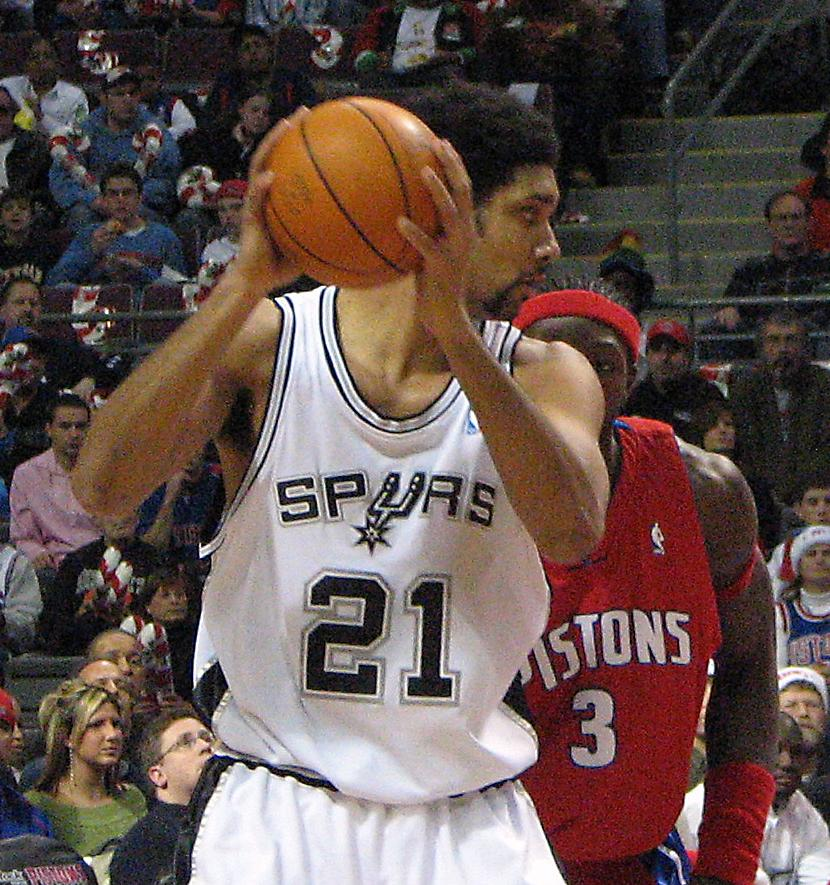
Duncan tyłem do Bena Wallace’a podczas jednego ze spotkań w 2005 roku.

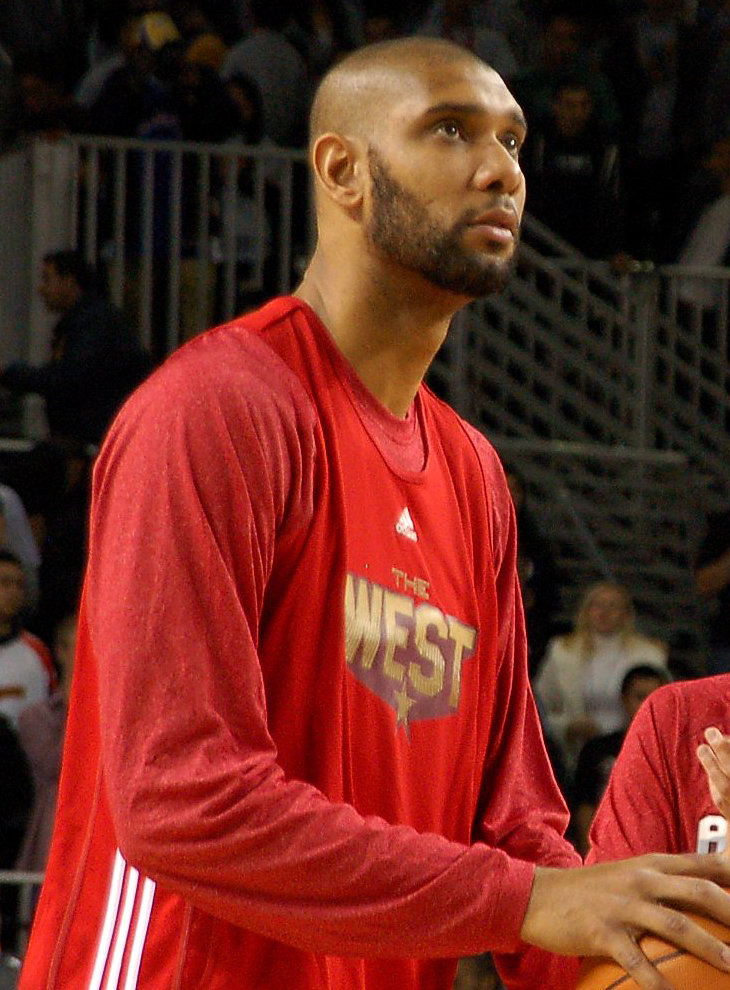
Duncan podczas rozgrzewki przed NBA All-Star Game 2011.

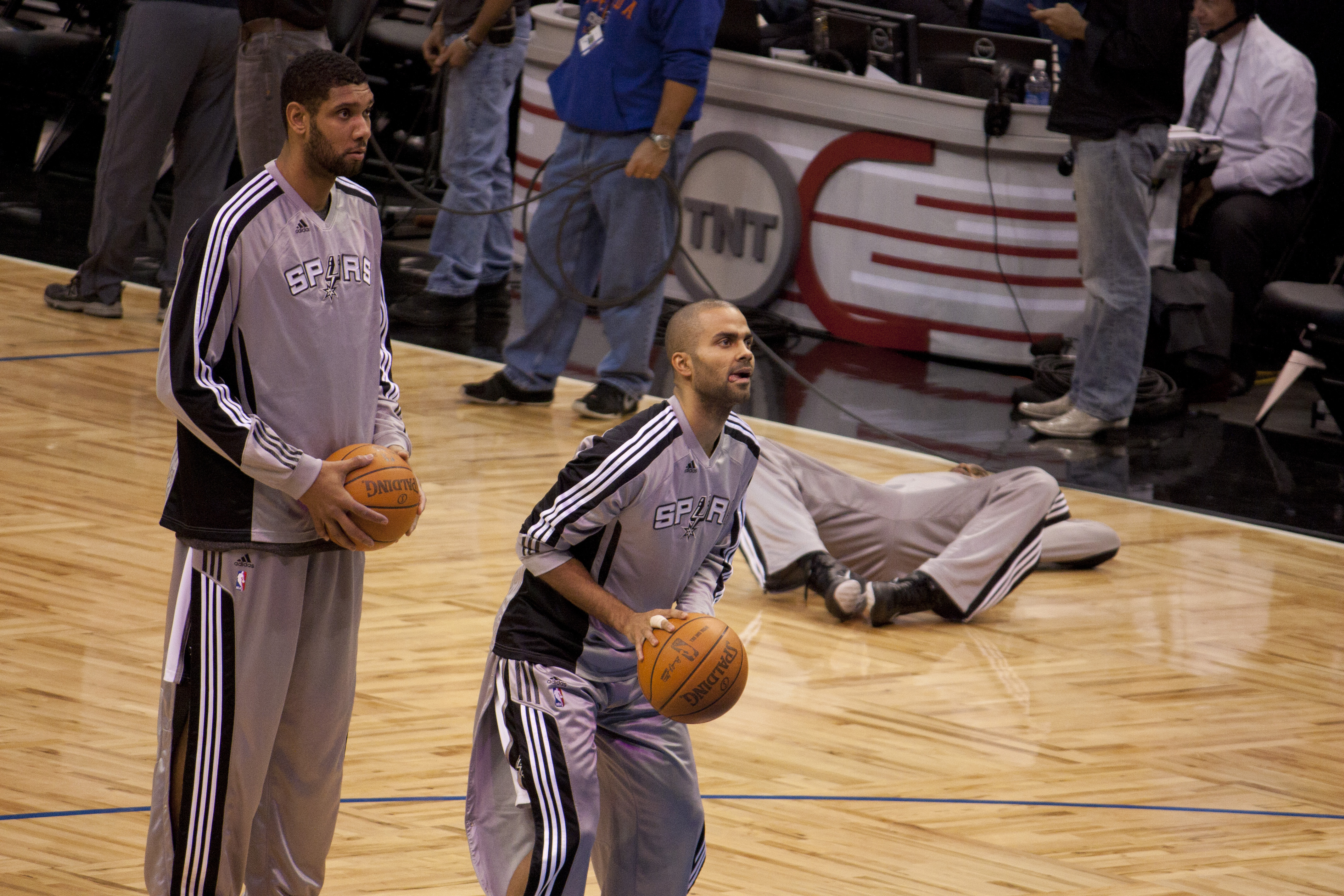
Duncan i Tony Parker podczas rozgrzewki przed spotkaniem Magic–Spurs w Orlando (grudzień 2010).

Stan na 15 kwietnia 2018, na podstawie, o ile nie zaznaczono inaczej.

### NCAA
- Uczestnik rozgrywek:
  - NCAA Elite Eight (1996)
  - NCAA Sweet Sixteen (1995, 1996)
  - turnieju NCAA (1994, 1995, 1996, 1997)
- Mistrz:
  - turnieju konferencji Atlantic Coast (ACC – 1995, 1996)
  - sezonu regularnego konferencji ACC (1995)
- Zawodnik Roku NCAA:
  - im. Johna R. Woodena (1997)[12]
  - im. Naismitha (1997)[13]
  - Adolph Rupp Trophy (1997)[14]
  - Chip Hilton Player of the Year Award (1997)[15]
  - Oscar Robertson Trophy (1997 – wcześniej USBWA Player of the Year)[16]
  - według:
    - Associated Press (1997)[17]
    - Sporting News (1997)[18]
    - NABC (Krajowe Stowarzyszenie Trenerów Koszykarskich) (1997)[19]
    - Basketball Times (1997)
- Zawodnik Roku Konferencji ACC (1996, 1997)[20]
- Sportowiec Roku ACC (1997)
- MVP turnieju konferencji ACC (1996)[21]
- Obrońca Roku NCAA według NABC (1995, 1996, 1997)[22]
- Zaliczony do:
  - I składu:
    - All-American (1996, 1997)
    - konferencji ACC (1995, 1996, 1997)
    - turnieju konferencji ACC (1995, 1996, 1997)
    - obrońców ACC (1996, 1997)
    - pierwszoroczniaków ACC (1994)

  - Akademickiej Galerii Sław Koszykówki (2017)[23]
- Uczelnia Wake Forest zastrzegła należący do niego numer 21

### NBA
- 5-krotny mistrz NBA (1999, 2003, 2005, 2007, 2014)
- 6 występów w finałach NBA (1999, 2003, 2005, 2007, 2013, 2014)
- MVP:
  - sezonu zasadniczego NBA (2002, 2003)[24]
  - finałów NBA (1999, 2003, 2005)[25]
  - NBA All-Star Game (2000 z Shaquille’em O’Nealem)[26]
  - miesiąca NBA (marzec 1999)[27]
  - miesiąca konferencji zachodniej NBA (grudzień 2001, kwiecień 2002)[27]
- 15-krotny uczestnik Meczu Gwiazd NBA (1998, 2000–2011 2013, 2015)
- Debiutant:
  - Roku NBA (1998)[28]
  - miesiąca NBA (listopad 1997, kwiecień 1998)[29]
- Wybrany do:
  - I składu:
    - NBA: (1998, 1999–2005, 2007, 2013)
    - defensywnego NBA (1999–2003, 2005, 2007, 2008)[30]
    - debiutantów NBA (1998)[31]

  - II składu:
    - NBA (2006, 2008, 2009)
    - defensywnego NBA (1998, 2004, 2006, 2009, 2010, 2013, 2015)[30]

  - III składu NBA (2010, 2015)
  - składu najlepszych zawodników w historii NBA, wybranego z okazji obchodów 75-lecia istnienia ligi (2021)[32]
- Zwycięzca Shooting Stars (2008)[33]
- Laureat:
  - NBA IBM Award (2002)[34]
  - Twyman–Stokes Teammate Award (2015)
- Lider:
  - sezonu zasadniczego pod względem:
    - zbiórek: 2001/02 (1042)
    - celnych rzutów:
      - z pola: 2001/02 (764)
      - osobistych: 2001/02 (560)

  - play-off w:
    - średniej bloków (2002, 2003)[35]
    - liczbie celnych rzutów wolnych (2003, 2005)[36]

### Inne
- Sportowiec Roku Sports Illustrated (2003)
- Mistrz turnieju McDonalda (1999)
- MVP turnieju McDonalda (1999)
- Zaliczony do I składu turnieju McDonalda (1999)

### Reprezentacyjne
Na podstawie
- Mistrz:
  - Ameryki (San Juan 1999, San Juan 2003)
  - Uniwersjady (Fukuoka 1995)
- Brązowy medalista:
  - olimpijski (Ateny 2004)
  - Igrzysk Dobrej Woli (Sankt Petersburg 1994)[38]
- Koszykarz Roku USA Basketball (2003 – USA Basketball Male Athlete of the Year)[39]
- Zaliczony do I składu mistrzostw Ameryki (2003)[40]

## Statystyki w NBA
Na podstawie Tim Duncan Statistics. Basketball-Reference.com. [dostęp 2016-06-21]. (ang.).

### Sezon regularny
| Sezon   | Drużyna     | M    | S5   | MPG  | FG%   | 3P%   | FT%   | RPG  | APG | SPG | BPG | PPG  |
| ------- | ----------- | ---- | ---- | ---- | ----- | ----- | ----- | ---- | --- | --- | --- | ---- |
| 1997/98 | San Antonio | 82   | 82   | 39,1 | 54,9% | 0,0%  | 66,2% | 11,9 | 2,7 | 0,7 | 2,5 | 21,1 |
| 1998/99 | San Antonio | 50   | 50   | 39,3 | 49,5% | 14,3% | 69,0% | 11,4 | 2,4 | 0,9 | 2,5 | 21,7 |
| 1999/00 | San Antonio | 74   | 74   | 38,9 | 49,0% | 9,1%  | 76,1% | 12,4 | 3,2 | 0,9 | 2,2 | 23,2 |
| 2000/01 | San Antonio | 82   | 82   | 38,7 | 49,9% | 25,9% | 61,8% | 12,2 | 3,0 | 0,9 | 2,3 | 22,2 |
| 2001/02 | San Antonio | 82   | 82   | 40,6 | 50,8% | 10,0% | 79,9% | 12,7 | 3,7 | 0,7 | 2,5 | 25,5 |
| 2002/03 | San Antonio | 81   | 81   | 39,3 | 51,3% | 27,3% | 71,0% | 12,9 | 3,9 | 0,7 | 2,9 | 23,3 |
| 2003/04 | San Antonio | 69   | 68   | 36,6 | 50,1% | 16,7% | 59,9% | 12,4 | 3,1 | 0,9 | 2,7 | 22,3 |
| 2004/05 | San Antonio | 66   | 66   | 33,4 | 49,6% | 33,3% | 67,0% | 11,1 | 2,7 | 0,7 | 2,6 | 20,3 |
| 2005/06 | San Antonio | 80   | 80   | 34,8 | 48,4% | 40,0% | 62,9% | 11,0 | 3,2 | 0,9 | 2,0 | 18,6 |
| 2006/07 | San Antonio | 80   | 80   | 34,1 | 54,6% | 11,1% | 63,7% | 10,6 | 3,4 | 0,8 | 2,4 | 20,0 |
| 2007/08 | San Antonio | 78   | 78   | 34,0 | 49,7% | 0,0%  | 73,0% | 11,3 | 2,8 | 0,7 | 1,9 | 19,3 |
| 2008/09 | San Antonio | 75   | 75   | 33,7 | 50,4% | 0,0%  | 69,2% | 10,7 | 3,5 | 0,5 | 1,7 | 19,3 |
| 2009/10 | San Antonio | 78   | 77   | 31,3 | 51,8% | 18,2% | 72,5% | 10,1 | 3,2 | 0,6 | 1,5 | 17,9 |
| 2010/11 | San Antonio | 76   | 76   | 28,4 | 50,0% | 0,0%  | 71,6% | 8,9  | 2,7 | 0,7 | 1,9 | 13,4 |
| 2011/12 | San Antonio | 58   | 58   | 28,2 | 49,2% | 0,0%  | 69,5% | 9,0  | 2,3 | 0,7 | 1,5 | 15,4 |
| 2012/13 | San Antonio | 69   | 69   | 30,1 | 50,2% | 28,6% | 81,7% | 9,9  | 2,7 | 0,7 | 2,7 | 17,8 |
| 2013/14 | San Antonio | 74   | 74   | 29,2 | 49,0% | 0,0%  | 73,1% | 9,7  | 3,0 | 0,6 | 1,9 | 15,1 |
| 2014/15 | San Antonio | 77   | 77   | 28,9 | 51,2% | 28,6% | 74,0% | 9,1  | 3,0 | 0,8 | 2,0 | 13,9 |
| 2015/16 | San Antonio | 61   | 60   | 25,2 | 48,8% | 0,0%  | 70,2% | 7,3  | 2,7 | 0,8 | 1,3 | 8,6  |
| Razem   |             | 1392 | 1389 | 34,0 | 50,6% | 17,9% | 69,6% | 10,8 | 3,0 | 0,7 | 2,2 | 19,0 |

### Play-offy
| Sezon | Drużyna     | M   | S5  | MPG  | FG%   | 3P%    | FT%   | RPG  | APG | SPG | BPG | PPG  |
| ----- | ----------- | --- | --- | ---- | ----- | ------ | ----- | ---- | --- | --- | --- | ---- |
| 1998  | San Antonio | 9   | 9   | 41,6 | 52,1% | 0,0%   | 66,7% | 9,0  | 1,9 | 0,6 | 2,6 | 20,7 |
| 1999  | San Antonio | 17  | 17  | 43,1 | 51,1% | 0,0%   | 74,8% | 11,5 | 2,8 | 0,8 | 2,6 | 23,2 |
| 2001  | San Antonio | 13  | 13  | 40,5 | 48,8% | 100,0% | 63,9% | 14,5 | 3,8 | 1,1 | 2,7 | 24,4 |
| 2002  | San Antonio | 9   | 9   | 42,2 | 45,3% | 33,3%  | 82,2% | 14,4 | 5,0 | 0,7 | 4,3 | 27,6 |
| 2003  | San Antonio | 24  | 24  | 42,5 | 52,9% | 0,0%   | 67,7% | 15,4 | 5,3 | 0,6 | 3,3 | 24,7 |
| 2004  | San Antonio | 10  | 10  | 40,5 | 52,2% | 0,0%   | 63,2% | 11,3 | 3,2 | 0,8 | 2,0 | 22,1 |
| 2005  | San Antonio | 23  | 23  | 37,8 | 46,4% | 20,0%  | 71,7% | 12,4 | 2,7 | 0,3 | 2,3 | 23,6 |
| 2006  | San Antonio | 13  | 13  | 37,9 | 57,3% | 0,0%   | 71,8% | 10,5 | 3,3 | 0,8 | 1,9 | 25,8 |
| 2007  | San Antonio | 20  | 20  | 36,8 | 52,1% | –      | 64,4% | 11,5 | 3,3 | 0,7 | 3,1 | 22,2 |
| 2008  | San Antonio | 17  | 17  | 39,2 | 44,9% | 20,0%  | 62,6% | 14,5 | 3,3 | 0,9 | 2,1 | 20,2 |
| 2009  | San Antonio | 5   | 5   | 32,8 | 53,2% | –      | 60,7% | 8,0  | 3,2 | 0,6 | 1,2 | 19,8 |
| 2010  | San Antonio | 10  | 10  | 37,3 | 52,0% | 50,0%  | 47,8% | 9,9  | 2,6 | 0,8 | 1,7 | 19,0 |
| 2011  | San Antonio | 6   | 6   | 35,3 | 47,8% | –      | 62,5% | 10,5 | 2,7 | 0,5 | 2,5 | 12,7 |
| 2012  | San Antonio | 14  | 14  | 33,1 | 49,5% | 0,0%   | 70,7% | 9,4  | 2,8 | 0,7 | 2,1 | 17,4 |
| 2013  | San Antonio | 21  | 21  | 35,0 | 47,0% | 0,0%   | 80,6% | 10,2 | 1,9 | 0,9 | 1,6 | 18,1 |
| 2014  | San Antonio | 23  | 23  | 32,7 | 52,3% | 0,0%   | 76,0% | 9,2  | 2,0 | 0,3 | 1,3 | 16,3 |
| 2015  | San Antonio | 7   | 7   | 35,7 | 58,9% | 0,0%   | 55,9% | 11,1 | 3,3 | 1,3 | 1,4 | 17,9 |
| 2016  | San Antonio | 10  | 10  | 21,8 | 42,3% | –      | 71,4% | 4,8  | 1,4 | 0,2 | 1,3 | 5,9  |
| Razem |             | 251 | 251 | 37,3 | 50,1% | 14,3%  | 68,9% | 11,4 | 3,0 | 0,7 | 2,3 | 20,6 |

## Życie prywatne
Studia na Wake Forest ukończył z wyróżnieniem (psychologia), będąc w ich trakcie współautorem rozdziału w publikacji naukowej, pt. „Aversive Interpersonal Behaviors” (tytuł rozdziału: Blowhards, Snobs and Narcissists: Interpersonal Reactions to Excessive Egotism).
Poza koszykówką interesuje się motoryzacją, RPG Dungeons & Dragons, oraz kolekcjonowaniem mieczy i noży.